# افق روشن
افق روشن فیلمی به کارگردانی مهدی امیرقاسم خانی و نویسندگی نصرت‌الله کریمی محصول سال ۱۳۴۴ است.

## خلاصه داستان
مادری جوان با دختر خردسالش لیلا سوار بر قایق به ساحل می روند. قایق آنها بر اثر سقوط درختی واژگون و مادر کشته می شود. پسرکی ماهیگیر به نام کامی لیلا را که نابینا شده نجات می دهد و به کلبه ی محل زندگیش می برد. کلبه ی آنها در آتش می سوزد و پسرک و لیلا به تهران می روند. آن دو بر اثر حادثه ای از هم جدا می شوند و سال ها بعد که لیلا آوازه خوان و کامی نوازنده ی مشهوری شده است به یکدیگر برمی خورند. پزشکی جوان، که به صدای لیلا علاقه دارد او را عمل می کند، و لیلا بینایی خود را بازمی یابد، اما او کامی را نمی شناسد و کامی که پایش کمی می لنگد در معرفی خود به لیلا تردید دارد. اما لیلا بر اثر حادثه ای کامی را می شناسد و در کنار هم زندگی مشترکی را آغاز می کنند.

## بازیگران
- شهین
- آذر حکمت شعار
- جواد قائم‌مقامی
- کتایون امیر ابراهیمی
- حمیده خیرآبادی
- حیدر صارمی
- منوچهر نوذری
- اصغر تیموری
- مینو شفیع
- سیروس تسلیمی
- فرهاد کریمی